# Pniów (gmina)
Pniów – dawna gmina wiejska w powiecie nadwórniańskim województwa stanisławowskiego II Rzeczypospolitej. Siedzibą gminy był Pniów.
Gminę utworzono 1 sierpnia 1934 r. w ramach reformy na podstawie ustawy scaleniowej z dotychczasowych gmin wiejskich: Bitków, Łojowa, Pniów i Strymba.
Pod okupacją część gminy weszła w skład nowej gminy Zarzecze n/Prutem.
Po II wojnie światowej obszar gminy został odłączony od Polski i włączony do Ukraińskiej SRR.